# Olga Markič
Olga Markič, slovenska filozofinja, * 3. november 1959, Celje. 
Olga Markič je slovenska filozofinja, predavateljica in raziskovalka, ki deluje na področjih filozofije kognitivnih znanosti, logike, teorije argumentacije, filozofije duha, filozofije športa, etike kognitivnih znanosti in analitične filozofije. Doktorirala je leta 1998 na Filozofski fakulteti Univerze v Ljubljani, kjer je tudi zaposlena in kot redna profesorica. Kot raziskovalka je dejavna v programski skupini Filozofske raziskave. Raziskovalno in pedagoško je vpeta v mednarodni prostor kot predavateljica na tujih univerzah in avtorica številnih odmevnih znanstvenih člankov in monografij. Je tudi predsednica Slovenskega društva za kognitivne znanosti.

## Življenje
Olga Markič se rodila leta 1959 v Celju. Po zaključku srednješolskega izobraževanja na Gimnaziji Bežigrad se je odločila za študij matematike. Zaradi velikega zanimanja za filozofijo in družboslovje se je vzporedno vpisala še na Filozofsko fakulteto Univerze v Ljubljani. Leta 1982 je na študiju matematike končala prvo stopnjo, nato pa na osnovni šoli eno leto poučevala matematiko in fiziko. Kasneje se je zaposlila v podjetju Iskra Sistemi, kjer je šest let delala kot programerka. Na Filozofski fakulteti Univerze v Ljubljani je leta 1992 diplomirala. Leto kasneje je postala mlada raziskovalka in se kot podiplomska študentka izpopolnjevala na Royal Holloway University of London. Študij je po diplomi nadaljevala in leta 1995 magistrirala na temo Kognitivni modeli. Tri leta kasneje je na temo Konekcionizem in filozofija duha tudi doktorirala. Po opravljenem doktoratu se je leta 1998 sprva kot docentka zaposlila na Oddelku za filozofijo Filozofske fakultete Univerze v Ljubljani, od leta 2014 pa je tam kot redna profesorica zaposlena še danes.

## Delo
Je redna profesorica in vodja Katedre za logiko, analitično filozofijo in spoznavno teorijo. Predava predmete Logika in argumentacija, Filozofija duha, Filozofija kognitivne znanosti in Čustva in spoznanje. Poleg predavanj na matičnem oddelku je predavala tudi na Fakulteti za družbene vede Univerze v Ljubljani. Bila je med ustanovitelji skupnega interdisciplinarnega magistrskega študijskega programa druge stopnje Kognitivna znanost na Univerzi v Ljubljani s sodelovanjem Fakultete za računalništvo in informatiko, Pedagoške fakultete, Medicinske fakultete in Filozofske fakultete ter s konzorcijem tujih univerz – Univerzo na Dunaju, Univerzo Komenskega v Bratislavi (Univerzita Komenského v Bratislave) in Univerzo Eötvös Loránd v Budimpešti (Eötvös Loránd Tudományegyetem). Cilj študija je izšolati raziskovalce na področju kognitivne znanosti in strokovnjake, usposobljene za povezovalno delo pri interdisciplinarnih projektih. Kot članica Programskega sveta študija in kot predavateljica sodeluje pri predmetih Uvod v kognitivno znanost in Magistrski seminar. Bila je mentorica pri številnih diplomskih, magistrskih in doktorskih delih.
Kot gostujoča profesorica je v okviru programa Budapest Semester in Cognitive Science večkrat predavala na Univerzi Eötvös Loránd v Budimpešti (2004–2007, 2012) in na Univerzi na Dunaju (2018). Poleg tega je imela na različnih univerzah vabljena predavanja (med drugim v Pragi, Valenciji, Krakovu, Bratislavi, Sofiji, Sarajevu itd.) in se udeležila številnih znanstvenih srečanj.
Raziskovalno se ukvarja predvsem z logiko in argumentacijo, filozofijo duha, filozofijo in etiko kognitivnih znanosti in filozofijo športa. 

## Izbrana dela

### Znanstvena monografija
- Markič, O. in Miščević, N. 1998. Fizično in psihično : uvod v filozofijo psihologije. Šentilj: Aristej.
- Bregant, J. in Markič, O. (ur.). 2007. Narava mentalnih pojavov. Maribor: Aristej.
- Kordeš, U., Markič, O. in Ule, A. (ur.). 2009. Konteksti odločanja. Maribor: Aristej.
- Markič, O., Ule, A. in Žerovnik, E. (ur.). 2009. Philosophical insights about modern science. New York: Nova Science.
- Markič, O. 2011. Kognitivna znanost : filozofska vprašanja. Maribor: Aristej.
- Markič, O., Ule, A. in Uršič, M. 2012. Mind in nature: from Science to philosophy. New York: Nova Science Publishers.
- Markič, O. in Malec, M. (ur.). 2019. Filozofska pot Andreja Uleta. Ljubljana: Znanstvena založba Filozofske fakultete.

### Samostojni znanstveni sestavek ali poglavje v monografski publikaciji
- Markič, O. 2019. Znanost in vrednote. V: Markič, O. in Malec, M. (ur.), et al. Filozofska pot Andreja Uleta.  Ljubljana: Znanstvena založba Filozofske fakultete, str. 83–93.
- Römmer-Nossek, B. in Markič, O. 2019. The challenge of positioning oneʼs research question in the state of the art – supporting student academic writing. V: Žagar, I. Ž. in Mlekuž, A. (ur.). Raziskovanje v vzgoji in izobraževanju : (večavtorska znanstvena monografija), (Digitalna knjižnica, Dissertationes, 27). Ljubljana: Pedagoški inštitut, str. 51–65.
- Malec. M. in Markič, O. 2017. Miščević on intuitions and thought experiments. V: Borstner, B. in Gartner, S. (ur.). Thought experiments between nature and society : a festschrift for Nenad Miščević. Newcastle upon Tyne: Cambridge Scholars, str. 66–78.
- Markič, O. 2013. Understanding the rational mind : the philosophy of mind and cognitive science. V: Pléh, C. (ur.). New perspectives on the history of cognitive science, (Neurocognitive development and impairments). Budapest: Akadémiai Kiadó, str. 143–151.
- Markič, O. 2012. Nevroetika. V: Kečanović, B. (ur.). Javna etika in integriteta : odgovornost za skupne vrednote : integriteta, odgovornost, vladavina prava. Ljubljana: Komisija za preprečevanje korupcije, str. 105–116.
- Markič, O. 2012. Dennettov poskus kako razložiti zavest : med humanistično in znanstveno podobo. V: Dennett, D. Pojasnjena zavest, (Knjižna zbirka Temeljna dela). Ljubljana: Krtina, str. 607–625.
- Markič, O. 2009. Igre, vrednote in šport. V: Velikonja, M., Stanković, P. in Starc, G. (ur.). Kalejdoskop športa : uvod v športne študije,  Maribor: Aristej, str. 133–145.
- Markič, O. 2009. Odločanje : racionalnost in čustva. V: Ule, A. Markič, O. in Kordeš, U. (ur.). Konteksti odločanja, (Zbirka Dialogi, letn. 10). Maribor: Aristej, str. 17–33.
- Markič, O. 2009. Neuroscience and the image of the mind. V: Žerovnik, E., Ule, A. in Markič, O. (ur.). Philosophical insights about modern science, (Scientific revolutions series). New York: Nova Science, str. 135–144.
- Markič, O. 2008. Nevrobiologija čustev in občutkov. V: Damasio, A. Iskanje Spinoze : veselje, žalost in čuteči možgani Ljubljana: Krtina, str. 287–302.
- Markič, O. 2007. Mentalni pojavi v naravnem svetu: vprašanje emergence. V: Markič, O. in Bregant, J. (ur.). Narava mentalnih pojavov. Maribor: Aristej, str. 9–28.
- Markič, O. 2004. Soznanie : kratkij obzor. V: Jerofejeva, T. I. in Vrečko, J. (ur.). Filologičeskie zametki. Vyp. 3 : mežvuzovskij sbornik naučnyh trudov. Perm: Permskij gosudarstvennyj universitet; Ljubljana: Universitet v Ljubljane, str. 143–153.
- Markič, O. 1999. Logic and cognitive models. V: Schurz, G. in Uršič, M. (ur.). Beyond classical logic : philosophical and computational investigations in deductive reasoning and relevance, (Conceptus-studien, Bd. 13). Sankt Augustin: Academia. str. 141–159.

### Strokovna monografija
- Markič, O. 2000. Logiški pojmovnik : za mlade. Šentilj: Aristej.
- Kordeš, U. in Markič, O. 2007. Kognitivna znanost v Ljubljani : možnosti za študij in raziskovalno delo. Ljubljana: Pedagoška fakulteta.

### Izvirni znanstveni članki
- Markič, O. 1996. Finding the right level for connectionist representations: a critical note on ramsey's paper. Mind & language, str. 27-35.
- Markič, O. 1999. Connectionism and the language of thought : the cross-context stability of representations. Acta analytica: philosophy and psychology, let. 14, št. 22, str. 43-57.
- Markič, O. 2001. Is language of thought a conceptual necessity?. Acta analytica: philosophy and psychology, vol. 16, issue 26, str. 53-60.
- Markič, O. 2002. Nonreductive materialism and the problem of causal exclusion. Grazer philosophische Studien : internationale Zeitschrift für analytische Philosophie, vol. 63, str. 79-88.
- Markič, O. 2003. Crane on the mind-body problem and emergence. Croatian journal of philosophy, vol. 3, št. 9, str. 199-205.
- Markič, O. 2004. Causal Emergentism. Acta analytica: philosophy and psychology, vol. 19, št. 33, str. 66-81.
- Markič, O. 2012. Šport kot predmet refleksije in osebna izkušnja. Ars & humanitas: revija za umetnost in humanistiko, let. 6, št. 1, str. 51-60.
- Markič, O. 2013. The philosophical framework for understanding neuroscientific research. Interdisciplinary description of complex systems, vol. 11, issue 4, str. 351-362.
- Markič, O. 2015. Naturalism and the experiential perspective. Interdisciplinary description of complex systems, vol. 13, issue 4, str. 535-539.
- Kordeš, U. in Markič, O. 2016. Parallels between mindfulness and first-person research into consciousness. Asian studies, vol. 4, issue 2, str. 153-168.
- Markič, O. 2017. Extended cognition: feedback loops and coupled systems. Interdisciplinary description of complex systems, vol. 15, issue 4, str. 270-280.
- Strle, T. in Markič, O. 2018. Looping effects of neurolaw, and the precarious marriage between neuroscience and the law. Balkan journal of philosophy, vol. 10, issue 1, str. 17-26.

### Učbeniki
- Uršič, M. in Markič, O. 1997. Osnove logike. Ljubljana: Filozofska fakulteta, Oddelek za filozofijo.
- Uršič, M. in Markič, O. 2003. Osnove logike. 2., razširjena izdaja. Ljubljana: Filozofska fakulteta, Oddelek za filozofijo.
- Uršič, M. in Markič, O. 2009. Osnove logike. 1. ponatis 2., razširjena izdaja. Ljubljana: Filozofska fakulteta, Oddelek za filozofijo.